# لشکری نوزاد
لشکری نوزاد (نام علمی: Pantoporia aurelia) نام یک گونه از سرده پروانه‌های لشکری است.